# 夢幻の心臓
『夢幻の心臓』（むげんのしんぞう）は1984年にクリスタルソフトより発売された8ビットパソコン用のコンピュータRPG。シリーズ化され、第3作まで発売されている。ゲームデザイン及びプログラムは富一成による。
『ウルティマ』や『ウィザードリィ』といったアメリカ製のゲームによって日本のパソコンゲーマーにRPGの魅力が啓蒙された中、国産RPGの黎明期に発売された。1980年代当時は『ドラゴンスレイヤーシリーズ』、『ハイドライドシリーズ』と並ぶ国産RPGの一つであった。
そのシステムは『ウルティマ』の上から見下ろした2Dマップに、『ウィザードリィ』の対面型戦闘システムを組み合わせた両者の長所を取り入れたものである。また、第一作『夢幻の心臓』においてはラスボスが存在しないという特徴がある。
本作は、日本のコンピュータゲームで「経験値（画面上では「ケイケンチ」）」という言葉が使われたかなり早い、あるいは最初のゲームともされる。
本シリーズは、2022年4月8日にD4エンタープライズから発売された「ザ・トリロジーズ -T&E SOFT / XTAL SOFT COLLECTION-」に収録されている。

## シリーズ作品
注：資料不足により対応機種は不完全

### 夢幻の心臓（1984年）
対応機種：PC-8801、PC-98、MZ-2500、S1、IBM JX
2025年6月5日よりEGGコンソールの1作品としてNintendo SwitchにてPC-8801版が配信。
戦いに敗れ、死の間際に神を呪った主人公は、天国でも地獄でもない「夢幻界」へと落とされてしまう。生き返るためには期限内に「夢幻の心臓」を手に入れねばならない。

### 夢幻の心臓II（1985年）
対応機種：PC-8801、PC-98、X1、FM-7、MZ-2500、S1
夢幻界から無事に蘇った主人公だが、そこは元の世界ではなく暗黒の世界「エルダーアイン」であった。主人公は元の世界に戻るため、仲間を募りエルダーアインを支配する「暗黒の皇子」の打倒を目指す。戦闘シーンでは、プレイヤーは仲間を募ってパーティを組み、複数の敵と戦いながら、各キャラクターに毎ターンごとに行動を指示する必要があった。

### 夢幻の心臓III（1990年）
対応機種：PC-8801mkIISR以降
物語は『夢幻の心臓II』の直後、ついに元の世界へ帰ることができ、主人公が故郷の地に第一歩を記したところから始まる。この作品では、主人公が数十億年後のルイザードに帰還したという設定であるため、敵の種類が増えており、ロボット系の敵も登場する。
旧作と比べ、パラメータの追加や削除、進行方法がちがいによって大幅にゲームシステムがスマート化され、特に体力の消耗と生死に直接関わりがある「食糧」のパラメータが削除されたのが目立つ。ゲーム進行をシステム的に大別すると、「移動モード」と「コマンドモード」に分けられる。「コマンドモード」はいわゆるキャンプのことで、ここではさまざまなコマンドが用意されている。入手したアイテムは個人の持ち物となるものと、パーティ全体の持ち物になる2種類がある。前作のように仲間を募ってパーティを組み、パーティの隊列（フォーメーション）はプレイヤーの好みで自由に変化させることができるが、戦闘時の役割を考えて組まないと苦戦を強いられることになる。
戦闘シーンはトップビュー画面で、複数の敵を相手に戦略的に戦闘が行われていく。プレイヤーはターンごとに各キャラクターへ指示することがなくなり、代わりに指示できることは攻撃や撤退に関することのみで、移動などを含め自動（オート）になったことにより、キャラクターごとに武器や魔法の使用制限を設定するモードが追加された。また、戦闘中に使用される魔法は、武器や防具と同様にあらかじめキャラクターに装備させておく必要がある。ブレイヤーは、戦闘前あるいは戦闘中に、各キャラクターに「突撃」「攻撃」「援護」「救済」の4つから基本的な役割設定をするようになっている。ただし、戦闘中に特別に使用したい魔法や、集中攻撃をさせたい場面のときも、キャラクターに指示を与えるコマンド・ウインドウを開くことも可能で、臨機応変に戦闘を進めることができるようになっている。

## 反響

### 評価
電波新聞社のホビーパソコン向け総合誌『マイコンBASICマガジン』のゲームライターだった佐久間亮介は、「クリスタルソフトの名を世に知らしめるきっかけになった作品が、『夢幻の心臓I』なのだ。〔原文ママ〕」と述べている。これについては、奇抜なストリーと、当時としては群を抜くグラフィックが古典的名作とよばれている理由だと説明している。2作目の『夢幻の心臓II』については、パソコンの性能とプログラミング技術の向上により、さらに壮大な世界を語ることが可能になり、その魅力が多くのファンを獲得したと解説している。また、『夢幻の心臓III』については、前作の発売から5年ブランクがありながら、シリーズ3作を通してストーリーが一貫した流れを持っていて、主人公、世界設定などシリーズ1作目によって提唱されたものが使用され、旧作からのファンにとって大変喜ばしいと肯定的な見方をしている。しかし不満がないわけではなく、メッセージに今ひとつ感情がこもっていなかったり、フロッピーディスク1枚に1カ所しかセーブできない点などを挙げ、もう少し力を入れて欲しかったと指摘している。また、どうしても前作を知らないと楽しめない部分があるのもいただけないが、続編である立場上致し方がないとも述べている。
ゲーム批評家の多根清史は『夢幻の心臓』があまり売れなかった理由の一つとして、情報の詰め込みすぎを指摘しており、実際に遊べば面白いのに、画面が細かくて見栄えが良くないと述べている。
具体的には、マップや敵の対面戦闘画面、そして戦闘コマンドが常時表示されているうえ、画面の左側は戦闘コマンドの結果で占められている。
多根は、このような画面構成になった理由としてハード上の制約を挙げており、当時のハードの性能では画面切り替え機能を導入すると動作が遅くなってしまうおそれがあるため仕方がないとも話している。
多根は『夢幻の心臓』が売れなかったもう一つの理由として、この当時のコンピュータゲームにおいてわかりやすい魅力が求められていたことを挙げている。
多根は『夢幻の心臓II』について、前作から大幅な改善がみられた上、マップと戦闘画面を切り替えることで広いスペースを確保できたが、主人公の視界に入らない部分（例：山の向こう側）が黒塗りで表示されているため、マップ欄を広くした意味がなくなったと指摘している。
佐々木潤もこのことについて、マップが複雑でなくても十分難しいと感じたと振り返っており、どこから敵が襲ってくるかわからない怖さがあったと述べている。
佐々木は『夢幻の心臓III』について、視界の概念がダンジョン内に限定されたことで今までよりも一気に簡単になったが、発売時期が遅かったとも述べている。

### 後世への影響
後にコンシューマーゲーム機で初めて発売されたRPG『ドラゴンクエスト』も本作と同様のシステムを採用しており、初期のドラゴンクエストシリーズに登場する「太陽の石の在り処」や「ラゴスの所在」といったトリックは、『夢幻の心臓II』に既に同様のものが使用されている。またさくまあきらは『桃太郎伝説』のゲームデザインにあたって『夢幻の心臓』を参考にしたことを明らかにしている。